# Хепиенд
 Тази статия е за повествователната техника.  За филма вижте Хепиенд (филм).  
Хѐпиенд (от английски: happy end, „щастлив край“) е начин на завършване на сюжета на художествено произведение, при който почти всичко приключва добре за главните герои. При сюжетите, в които главните герои са физически заплашени, хепиендът обикновено се състои в тяхното оцеляване и успешно постигане на целите им, докато при романтични сюжети може да бъде успешното събиране на влюбените.